# موهرا ملکان
موهرا ملکان (به انگلیسی: Mohra Malkan) یک منطقهٔ مسکونی در پاکستان است که در کشمیر آزاد واقع شده‌است.